# Voor een verloren soldaat
Voor een verloren soldaat (bra: Para um Soldado Perdido; eua: For a Lost Soldier) é um filme neerlandês de 1992 baseado no romance homónimo autobiográfico do bailarino e coreógrafo Rudi van Dantzig. Conta a história de um rapaz de 12 anos que, enviado para a Frísia, longe de seus pais, se apaixona por um soldado canadense nos meses anteriores à libertação dos Países Baixos da ocupação nazi durante a Segunda Guerra Mundial.

## Enredo
Jeroen (Jeroen Krabbé) recorda o momento de 1944 quando ele (Maarten Smit) e outros meninos são enviados pelos seus pais, da cidade, sucumbida por uma escassez de alimentos, para o campo, na Frísia, para que possam escapar à guerra. Lá Jeroen fica a viver em casa de uma família de pescadores de enguias. Todavia, apesar da fartura de comida, sente uma forte saudade.
A situação muda quando a vila é libertada dos nazis pelas tropas canadenses. É então que ele conhece Walt (Andrew Kelley), um soldado canadense de uns vinte anos que logo se torna seu amigo. A relação é de paixão mútua, os amigos passeiam pelo campo, até que um dia acabam por ter relações sexuais.
Pouco tempo depois, as tropas de Walt recebem ordem de marcha e este parte sem se despedir de Jeroen, que fica desgostoso, pois apenas guarda uma fotografia como lembrança do soldado. Quando a guerra termina, regressa a Amesterdão com a família e decide que um dia viajará à América.

## Elenco
- Maarten Smit como Jeroen Boman (criança)
- Jeroen Krabbé como Jeroen Boman (adulto)
- Andrew Kelley como Walt Cook
- Freark Smink [nl] como Heit
- Elsje de Wijn [nl] como Mem
- Derk-Jan Kroon como Jan
- Wiendelt Hooijer como Henk
- Iris Misset como Bonden
- Gineke de Jager como Elly
- Tatum Dagelet como Gertie
- Marie-José Kouwenhoven como Renske
- Valerie Valentine como Laura
- illiam Sutton como Chuck
- Andrew Butling como Buikspreker
- Andrew Cassani como Winslow

## Recepção
Stephen Holden, do The New York Times, elogiou a “recusa do filme em carregar a história com bagagem psicológica e social contemporânea”, mas escreveu que o filme foi incapaz de alcançar um “enquadramento dramático coerente”. Ele acrescentou que o filme não insinua que Walt foi o responsável por ferir Jeroen ou abusou de Jeroen, e também que dentro da obra “não há menção à homossexualidade”.
Kevin Thomas, do Los Angeles Times, escreveu que, devido à falta de clareza sobre os temas homossexuais, “investiga questões muito sérias e controversas para que essas questões fiquem sem resposta”. Ele também afirmou que a confusão sobre o idioma, já que o filme é parcialmente em inglês e parcialmente em neerlandês, pode ter causado “falta de clareza crucial”, apesar da boa atuação.